# Lavina
Pour le projet de porte-hélicoptères russe, voir Classe Lavina.
Lavina est une municipalité américaine située dans le comté de Golden Valley, dans l’État du Montana. Selon le recensement de 2010, sa population est de 187 habitants.

## Géographie
La municipalité s'étend sur une superficie d'un mille carré soit 2,59 km2. 
Elle est traversée par la Musselshell.

## Histoire
En 1882, Walter Burke choisit cet endroit pour ouvrir une halte pour diligences entre Fort Benton et Billings. Il lui donne le nom d'une ancienne petite-amie, Lavina.
La localité se développe avec l'arrivée de la Milwaukee Road en 1907. Une nouvelle Lavina est construite près du chemin de fer, conduisant à la disparition de l'ancienne bourgade (Old Lavina). Elle devient une municipalité en 1920.